# چبو، شهرستان سولکی

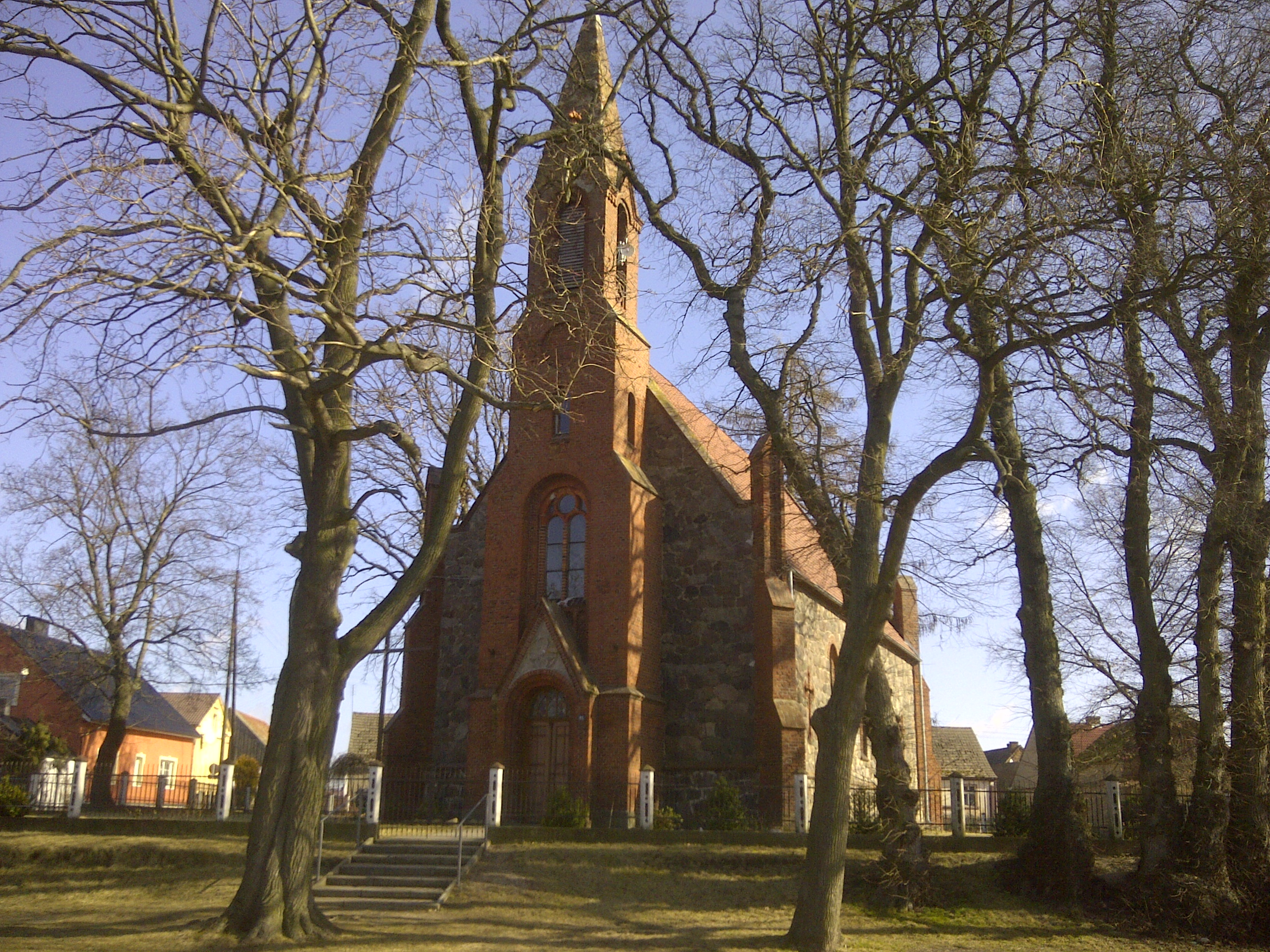
چبو، شهرستان سولکی

چبو، شهرستان سولکی (به لاتین: Trzebów, Sulęcin County) یک سکونتگاه مسکونی در لهستان است که در Gmina Sulęcin واقع شده‌است.